# Figa Flor Blanca de Sant Boi
Figa Flor Blanca de Sant Boi es un cultivar de higuera de tipo higo común Ficus carica, bífera es decir con dos cosechas por temporada, las brevas exclusivamente alrededor del día de San Juan en junio, y los higos de verano-otoño, de brevas de epidermis con color de fondo amarillo a verde muy claro con sobre color blanco amarillento, con algunas lenticelas pequeñas y color blanco. En el árbol algunos higos pueden ser amarillos como los limones. Es oriunda de la zona de San Baudilio de Llobregat.

## Sinonimia
- „Figa Flor Blanca“,[4][5][6]
- „Figue-Fleur Blanche de Sant Boi“

## Historia
Esta variedad procede de esqueje tomado de una higuera ubicada en la ciudad de San Baudilio de Llobregat. Galgoni tomó esquejes de esta higuera y logró reproducirla en la colección de su higueral. Según sus observaciones, esta variedad tiene similitudes a las 'Alicantinas' que se pueden encontrar en la isla de Mallorca en la colección de higueras de Montserrat Pons i Boscana en Llucmajor.

## Características
La higuera 'Figa Flor Blanca de Sant Boi' es una variedad bífera de tipo higo común. Árbol vigoroso, esta variedad en suelo fértil da un gran árbol, su porte está bastante extendido, follaje denso, hojas grandes de verde intenso mayoritariamente trilobuladas (3 lóbulos), en cuyos lóbulos son redondeados con bordes ligeramente dentados, algunas variaciones en la forma del follaje. Sinus peciolar marcado y con el ángulo del peciolo agudo. 'Figa Flor Blanca de Sant Boi' es de un rendimiento escaso de brevas y medio a bajo de producción de higos de verano hasta finales de la estación.
Las brevas 'Figa Flor Blanca de Sant Boi' son frutos esféricos redondeados, no simétricos presentando un cuello doblado con forma de coma, de un tamaño muy grande con unos 70 a 130 gramos en promedio, de epidermis de color de fondo amarillo a verde muy claro con sobre color blanco amarillento, con algunas lenticelas pequeñas y color blanco. En el árbol algunos higos pueden ser amarillos como los limones, cuello inexistente; pedúnculo grueso de tamaño medio ladeado hacia un lado con forma de coma, de color verde blancuzco, con escamas pedunculares grandes de color blanco amarillento; ostiolo de tamaño grande, con escamas ostiolares grandes semiadheridas de color rosado claro. Son de consistencia fuerte y piel fina y delicada que no se aprecia en las manipulaciones, sin grietas, costillas poco marcadas, carne-receptáculo o mesocarpio grueso en la zona del cuerpo, y grueso en la zona del cuello y de color blanco, con color de la pulpa ambarino amarillento, cavidad interna ausente, aquenios de tamaño medio y numerosos en cantidad. De una calidad aceptable en su valoración organoléptica, son de maduración  alrededor del día de San Juan en el mes de junio y de rendimiento de producción escaso.
Los higos 'Figa Flor Blanca de Sant Boi' son más pequeños en tamaño. Tienen un sabor más dulce que las brevas. Son de un inicio de maduración sobre inicios de agosto hasta finales de verano y de rendimiento más bien bajo.
Esta variedad no está muy extendida ni es conocida, pero es una de las variedades que mejor se adapta al cultivo en maceta. La 'Figa Flor Blanca de Sant Boi' solo da brevas en junio, alrededor del día de San Juan. Sus brevas son enormes pero, aunque son dulces y muy tempranas, no son de alta calidad, ni siquiera maduras.